# Чемпионат мира по лёгкой атлетике 2019 — эстафета 4×100 метров (мужчины)
Соревнования в эстафете 4×100 метров у мужчин на чемпионате мира по лёгкой атлетике 2019 года прошли 4 и 5 октября в Дохе (Катар) на стадионе «Халифа».
Действующим чемпионом мира в эстафете 4×100 метров являлась сборная Великобритании. Сборная США выиграла эстафету 4×100 метров на чемпионатах мира впервые с 2007 года.

## Медалисты

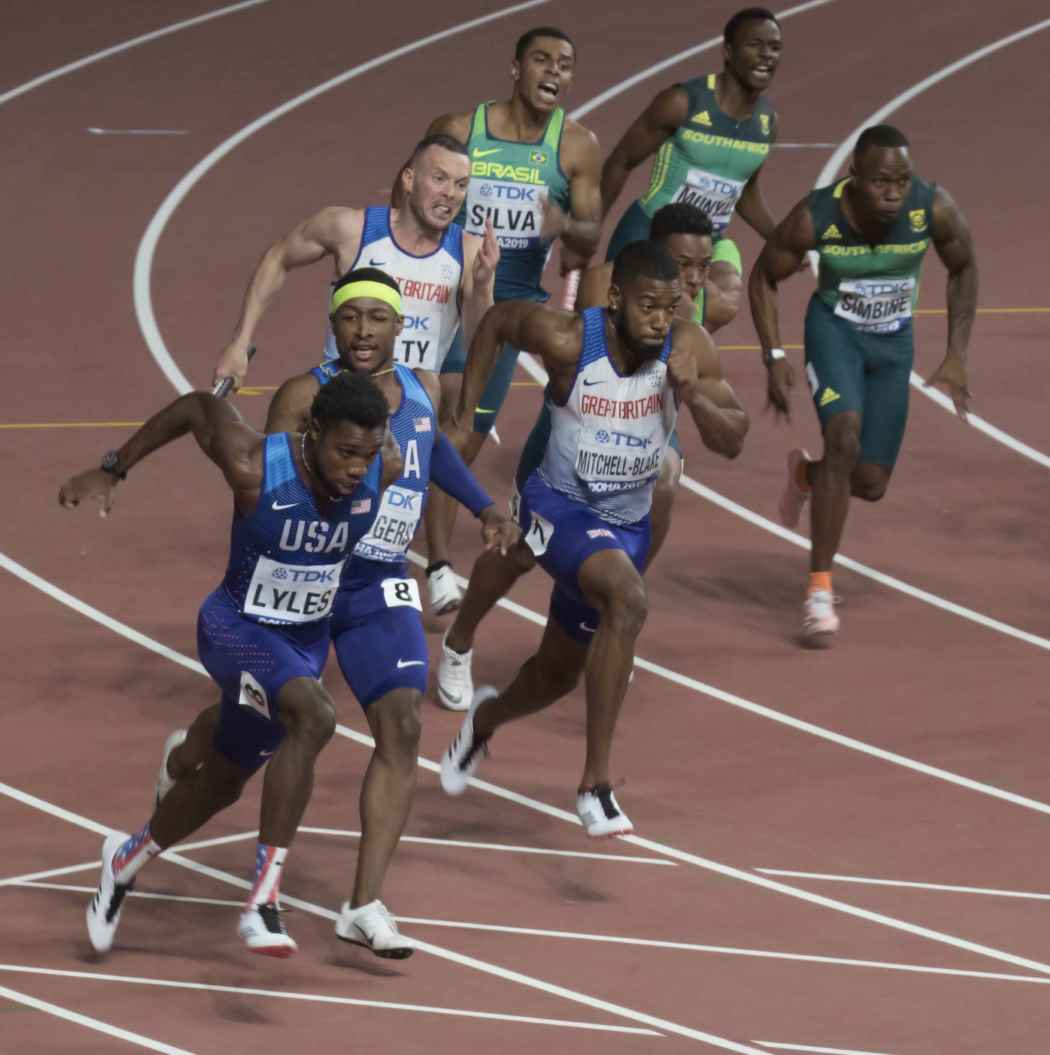
Финал. Заключительная передача эстафетной палочки

| Золото                                                                                | Серебро                                                                            | Бронза                                                                                   |
| США · Кристиан Коулман · Джастин Гэтлин · Майк Роджерс · Ноа Лайлс · Крейвон Гиллеспи | Великобритания · Адам Джемили · Зарнел Хьюз · Ричард Килти · Нетанил Митчелл-Блейк | Япония · Сюхэй Тада · Кирара Сираиси · Ёсихидэ Кирю · Абдул Хаким Сани-Браун · Юки Койкэ |

## Рекорды
До начала соревнований действующими были следующие рекорды.
| Мировой рекорд                 | Ямайка · Неста Картер · Майкл Фрэйтер · Йохан Блейк · Усэйн Болт                    | 36,84 | Лондон, Великобритания | 11 августа 2012 |
| Рекорд чемпионатов мира        | Ямайка · Неста Картер · Майкл Фрэйтер · Йохан Блейк · Усэйн Болт                    | 37,04 | Тэгу, Республика Корея | 4 сентября 2011 |
| Лучший результат сезона в мире | Великобритания · Чиджинду Уджа · Жарнел Хьюз · Ричард Килти · Нетанил Митчелл-Блейк | 37,60 | Лондон, Великобритания | 21 июля 2019    |

## Отбор на чемпионат мира
К соревнованиям были допущены 16 сильнейших сборных мира. Первые команды-участницы определились в мае 2019 года — ими стали 10 лучших сборных по итогам чемпионата мира по эстафетам, прошедшего в японской Иокогаме. Катар получил допуск как хозяин соревнований, а оставшиеся 5 мест были распределены по итогам рейтинга, составленного на основании результатов, показанных национальными командами в период с 7 марта 2018 года по 6 сентября 2019 года.

## Расписание
| Дата           | Время | Раунд соревнований     |
| -------------- | ----- | ---------------------- |
| 4 октября 2019 | 21:05 | Предварительные забеги |
| 5 октября 2019 | 22:15 | Финал                  |

Время местное (UTC+3:00)

## Результаты
Обозначения: Q — Автоматическая квалификация | q — Квалификация по показанному результату | WR — Мировой рекорд | AR — Рекорд континента | CR — Рекорд чемпионатов мира | NR — Национальный рекорд | WL — Лучший результат сезона в мире | SB — Лучший результат в сезоне | DNS — Не стартовали | DNF — Не финишировали | DQ — Дисквалифицированы

### Предварительные забеги
Квалификация: первые 3 команды в каждом забеге (Q) плюс 2 лучших по времени (q) проходили в финал.

По уровню показанных результатов предварительный раунд эстафеты 4×100 метров на чемпионате мира 2019 года стал одним из лучших в истории. Так, в финал не попала сборная Канады, в составе которой выступал двукратный призёр первенства Андре Де Грасс. Команда показала результат 37,91 — его было бы достаточно, чтобы попасть в число призёров на 14 из 16 предыдущих чемпионатах мира. Прежний лучший результат среди команд, не попавших в финал, принадлежал сборной Японии (38,31, 1997 год) — в 2019 году его превысили сразу 5 сборных.
Восемь квартетов показали результаты быстрее 38 секунд, ЮАР и Бразилия обновили континентальные рекорды (Африки и Южной Америки соответственно), а Китай, Нидерланды и Италия отметились национальными рекордами. Худший результат (38,03) среди финалистов неожиданно показали главные фавориты — американцы: все четыре участника их команды по ходу сезона бежали 100 метров быстрее 10 секунд, Кристиан Коулман стал чемпионом мира, а Джастин Гэтлин — серебряным призёром первенства. По дистанции они совершили несколько ошибок при передаче эстафетной палочки и в итоге в борьбе за финал опередили итальянцев всего лишь на 0,08 секунды.
| Место | Команда                                                                                | Забег | Результат | Примечания |
| ----- | -------------------------------------------------------------------------------------- | ----- | --------- | ---------- |
| 1     | Великобритания (Адам Джемили, Жарнел Хьюз, Ричард Килти, Нетанил Митчелл-Блейк)        | 1     | 37,56     | Q, WL      |
| 2     | ЮАР (Тандо Длодло, Симон Магакве, Кларенс Муньяи, Акани Симбине)                       | 2     | 37,65     | Q, AR      |
| 3     | Япония (Юки Койкэ, Кирара Сираиси, Ёсихидэ Кирю, Абдул Хаким Сани-Браун)               | 2     | 37,78     | Q, SB      |
| 4     | Китай (Су Бинтянь, Сюй Чжоучжэн, У Чжицян, Се Чжэнье)                                  | 2     | 37,79     | Q, NR      |
| 5     | Франция (Амори Голитен, Джимми Вико, Меба-Микаэль Зезе, Мухамаду Фалль)                | 2     | 37,88     | q, SB      |
| 6     | Бразилия (Родриго до Насименто, Витор Угу дус Сантус, Дерик Силва, Пауло Андре Камило) | 1     | 37,90     | Q, AR      |
| 7     | Нидерланды (Йорис ван Гол, Таймир Бёрнет, Хенсли Паулина, Чуранди Мартина)             | 2     | 37,91     | q, NR      |
| 8     | Канада (Гэвин Смелли, Аарон Браун, Брендон Родни, Андре Де Грасс)                      | 2     | 37,91     | SB         |
| 9     | США (Кристиан Коулман, Джастин Гэтлин, Майк Роджерс, Крейвон Гиллеспи)                 | 1     | 38,03     | Q, SB      |
| 10    | Италия (Федерико Каттанео, Марсель Джейкобс, Давиде Маненти, Филиппо Торту)            | 1     | 38,11     | NR         |
| 11    | Ямайка (Ошейн Бэйли, Йохан Блейк, Рашид Дуайер, Тайкуэндо Трейси)                      | 1     | 38,15     | SB         |
| 12    | Германия (Юлиан Ройс, Джошуа Хартман, Рой Шмидт, Марвин Шульте)                        | 2     | 38,24     | SB         |
| 13    | Гана (Шон Сафо-Антви, Бенджамин Азамати-Кваку, Мартин Овусу-Антви, Джозеф Амоа)        | 1     | 38,24     | SB         |
| 14 !  | Турция (Кайхан Озер, Жак Али Харви, Эмре Барнс, Рамиль Гулиев)                         | 1     | DQ        |            |
| 14 !  | Нигерия (Энок Адегоке, Ушеорице Ицекири, Ого-Огене Эгверо, Сейе Огунлеве)              | 2     | DQ        |            |
| 16 !  | Катар (Абделазиз Мохаммед, Тосин Огуноде, Махамат Халид, Овааб Барроу)                 | 1     | DNS       |            |

### Финал
Финал в эстафете 4×100 метров у мужчин состоялся 5 октября 2019 года. В отличие от предварительных забегов, сборная США не имела проблем с передачей эстафетной палочки и, наконец, смогла конвертировать сильный состав в командную победу. Эта золотая медаль стала для американцев восьмой в истории эстафеты 4×100 метров на чемпионатах мира, но первой за последние 12 лет. Команда, за которую выступали два чемпиона мира 2019 года (Кристиан Коулман — 100 метров, Ноа Лайлс — 200 метров), установила национальный рекорд и показала третий результат в мировой истории — 37,10.
Действующие чемпионы из Великобритании смогли навязать борьбу американцам, улучшили свой результат двухлетней давности, благодаря чему завоевали серебро. Время 37,36 стало новым рекордом Европы. Третье призовое место досталось сборной Японии, которая установила рекорд Азии — 37,43. Наконец, команда Бразилии, как и в забегах, обновила рекорд Южной Америки (37,72), но осталась на четвёртом месте.
| Место | Команда                                                                                | Результат | Примечания |
| ----- | -------------------------------------------------------------------------------------- | --------- | ---------- |
| 1     | США (Кристиан Коулман, Джастин Гэтлин, Майк Роджерс, Ноа Лайлс)                        | 37,10     | WL, NR     |
| 2     | Великобритания (Адам Джемили, Жарнел Хьюз, Ричард Килти, Нетанил Митчелл-Блейк)        | 37,36     | AR         |
| 3     | Япония (Сюхэй Тада, Кирара Сираиси, Ёсихидэ Кирю, Абдул Хаким Сани-Браун)              | 37,43     | AR         |
| 4     | Бразилия (Родриго до Насименто, Витор Угу дус Сантус, Дерик Силва, Пауло Андре Камило) | 37,72     | AR         |
| 5     | ЮАР (Тандо Длодло, Симон Магакве, Кларенс Муньяи, Акани Симбине)                       | 37,73     |            |
| 6     | Китай (Су Бинтянь, Сюй Чжоучжэн, У Чжицян, Бе Гэ)                                      | 38,07     |            |
| 7 !   | Нидерланды (Йорис ван Гол, Таймир Бёрнет, Хенсли Паулина, Чуранди Мартина)             | DQ        |            |
| 8 !   | Франция (Амори Голитен, Джимми Вико, Микаэль-Меба Зезе, Кристоф Леметр)                | DNF       |            |